# Donald Burkholder
Donald Lyman Burkholder (19 de janeiro de 1927 – Urbana, Illinois, 14 de abril de 2013) foi um matemático estadunidense.
Foi palestrante do Congresso Internacional de Matemáticos em Nice (1970).

## Publicações selecionadas
- Burkholder, D. L.; Gundy, Richard F.,  Extrapolation and interpolation of quasi-linear operators on martingales. Acta Mathematica, vol. 124 (1970), pp. 249–304
- Burkholder, Donald L., Inequalities for operators on martingales. Actes du Congrès International des Mathématiciens (Nice, 1970), Tome 2, pp. 551–557. Gauthier-Villars, Paris, 1971.
- Burkholder, Donald L., Distribution function inequalities for martingales, Annals of Probability,  vol. 1 (1973), pp. 19–42
- Burkholder, Donald L., A geometrical characterization of Banach spaces in which martingale difference sequences are unconditional. Annals of Probability, vol. 9 (1981), no. 6, pp. 997–1011
- Burkholder, Donald L., Explorations in martingale theory and its applications. École d'Été de Probabilités de Saint-Flour XIX-1989, pp. 1–66, Lecture Notes in Mathematics, vol. 1464, Springer-Verlag, Berlin, 1991